# Jerzy Grelewski
Jerzy Michał Grelewski (ur. 15 listopada 1929 w Kobiałkach, zm. 22 stycznia 2021) – polski działacz komunistyczny, przewodniczący Miejskiej Rady Narodowej w Olsztynie w latach 1971–1973, prezydent miasta Olsztyn w latach 1973–1977.

## Życiorys
Syn Piotra i Bronisławy. W 1955 wstąpił do Polskiej Zjednoczonej Partii Robotniczej, był członkiem jej POP przy Urzędzie Miejskim w Olsztynie. Funkcję przewodniczącego Miejskiej Rady Narodowej objął 28 października 1971. 21 grudnia 1973 objął stanowiska prezydenta miasta w związku z przywróceniem tego urzędu. W ciągu sześciu lat sprawowania przez niego władzy powstała dzielnica Wschód – część dzisiejszego Osiedla Kormoran. Rozpoczęto również pracę nad wyrównaniem terenu między Olsztynem a Jarotami, ówczesną wsią, a dzisiejszą największą dzielnicą w Olsztynie. Powstało wówczas również Planetarium. Miejska Rady Narodowa, na czele której stał, uchwaliła nowy herb Olsztyna. 20 grudnia 1977 Jerzego Grelewskiego na stanowisku prezydenta miasta zastąpił Marek Różycki.
Od czerwca 1975 do listopada 1977 Jerzy Grelewski zasiadał w egzekutywie Komitetu Miejskiego PZPR w Olsztynie. Pełnił też funkcję dyrektora olsztyńskiego Polmozbytu.
Został pochowany na cmentarzu komunalnym w Olsztynie.